# Shoku Nihongi
Die Chronik Shoku Nihongi (jap. 続日本紀, dt. „Fortsetzung des Nihongi“, auch „Fortgesetzte Chronik Japans“), kurz Shokki (続紀), ist ein vom japanischen Kaiserhaus in Auftrag gegebenes Geschichtsbuch der frühen Heian-Zeit. Nach dem Nihongi ist es das zweite der „Sechs Reichsannalen“ (Rikkokushi). Das Shoku Nihongi ist eine der wichtigsten historischen Quellen über die Nara-Zeit.
Behandelt wird eine Zeitspanne von 95 Jahren, beginnend mit der Thronbesteigung des Tennō Mommu im Jahr 697 bis zum 10. Jahr der Herrschaft des Tennō Kammu 791. Das Werk wurde 797 fertiggestellt.
Das Shoku Nihongi besteht aus 40 Büchern und ist, wie üblich für diese Zeit, in Kanbun geschrieben, d. h. in klassischem Chinesisch. Ausgenommen davon sind neben 8 altjapanischen Gedichten die enthaltenen 62 kaiserlichen Erlasse (senmyō), die in einem senmyō-gaki genannten Stil geschrieben sind, in dem insbesondere japanische grammatikalische Formen lautlich wiedergegeben wurden. Diese geben daher wichtige Hinweise zur Erforschung der Grammatik der altjapanischen Sprache.